# Castelo de Palazuelos
O Castelo de Palazuelos (em castelhano: Castillo de Palazuelos) é um castelo localizado em Palazuelos, Siguença, Espanha. Foi declarado Bem de Interesse Cultural em 1951.